# Leilani Kai
Patricia Schroeder (1 januari 1960), beter bekend als Leilani Kai, is een Amerikaans professioneel worstelaarster. Ze was actief in het World Wrestling Federation (WWF).
Kai en Judy Martin worstelden en wonnen samen als tag team The Glamour Girls 2 keer de WWF Women's Tag Team Championship.

## In worstelen
- Finishers
  - Big boot
  - Diving splash

- Signature moves
  - Diving crossbody
  - Hair-pull snapmare

- Managers
  - Jimmy Hart
  - Adnan El Kassey
  - The Fabulous Moolah

## Kampioenschappen en prestaties
- All Japan Women's Pro-Wrestling
  - All Pacific Championship (1 keer)

- Ladies Professional Wrestling Association
  - LPWA Tag Team Championship (1 keer met Judy Martin)

- National Wrestling Alliance
  - Wereld
    - NWA World Women's Championship (1 keer)
    - NWA Hall of Fame (Class of 2006)

  - Regionaal
    - NWA Mid-Atlantic Women's Championship (3 keer)

- Professional Girl Wrestling Association
  - PGWA Championship (1 keer)

- World Wrestling Federation
  - WWF Women's Championship (1 keer)
  - WWF Women's Tag Team Championship (2 keer met Judy Martin)

- Andere titels
  - NDW Women's Championship (1 keer)
  - Penny Banner Spirit of Excellence Award (2001)